# 1. česká hokejová liga 2016/2017
1. česká hokejová liga 2016/17 byla 24. ročníkem druhé nejvyšší soutěže v ledním hokeji na území České republiky. Z předchozího ročníku Extraligy do tohoto ročníku nikdo nesestupoval, a také do extraligy nikdo nepostupoval. Z první ligy po sezóně 2015/2016 sestoupil tým HC Salith Šumperk, který vystřídal HC Frýdek-Místek.

## Kluby podle krajů
- Hlavní město Praha: HC Slavia Praha
- Středočeský kraj: HC Benátky nad Jizerou, Rytíři Kladno
- Jihočeský kraj: ČEZ Motor České Budějovice
- Ústecký kraj: HC Stadion Litoměřice, SK Kadaň, HC Most, HC Slovan Ústí nad Labem
- Vysočina: HC Dukla Jihlava, SK Horácká Slavia Třebíč
- Olomoucký kraj: LHK Jestřábi Prostějov, HC Zubr Přerov,
- Moravskoslezský kraj: HC AZ Havířov 2010, HC Frýdek-Místek

## Systém soutěže

### Základní část
V první lize hrálo obdobně jako v předešlé sezóně 14 klubů. V základní části se celky střetly každý s každým dvakrát na domácím hřišti a dvakrát na hřišti soupeře, celkem se tedy odehrálo 52 kol.

### Playoff
Poté prvních 6 týmů postoupilo přímo do čtvrtfinále playoff a mužstva na 7. až 10. místě hrála předkolo playoff. V něm dvojice vytvořily týmy na 7. a 10. místě, respektive na 8. a 9. místě. Vítězové těchto sérií (hraných na tři vítězná utkání) se ve čtvrtfinále playoff utkaly s celky z prvních dvou míst tabulky po základní části, a to tak, že hůře postavený tým v základní tabulce, který postoupil z předkola, se utkal s mužstvem na prvním místě a zbylé dva týmy vytvořily další dvojici. Vedle nich se ve čtvrtfinále spolu ještě utkaly celky na 3. a 6. místě a poslední dvojici vytvořila mužstva na 4. a 5. místě tabulky po základní části. Všechny čtvrtfinálové série se hrály na čtyři vítězná utkání. Postoupivší ze čtvrtfinále spolu vytvořili dvojice v semifinále, a to tím způsobem, že tým nejlépe postavený v tabulce po základní části se utkal s mužstvem nejhůře postaveným a zbylé dva vytvoří druhou dvojici. Vítězové těchto dvou semifinále, jež se hrají na čtyři vítězná utkání, postoupili do baráže o extraligu, v níž se utkali se dvěma nejhoršími extraligovými týmy po zápasech o umístění.

### Sestup
Týmy na 11. až 14. místě po základní části sehrály dvoukolově každý s každým skupinu o udržení (6 kol). Výsledky ze základní části se započítávaly. Poslední tým play out přímo sestoupil do druhé ligy a v příštím ročníku první ligy jej nahradil vítěz kvalifikace mezi třemi nejlepšími kluby ze druhé ligy.

## Základní údaje
Údaje v tabulce jsou platné k začátku soutěže.
| Klub                       | Stadion   | Hlavní trenér     | Kapitán         | Přestupy | Asistent trenéra               | Soupisky                                       |
| -------------------------- | --------- | ----------------- | --------------- | -------- | ------------------------------ | ---------------------------------------------- |
| Rytíři Kladno              | Zde 5 200 | Pavel Patera      | Jiří Burger     | Zde      | František Kaberle              | Zde Archivováno 2. 5. 2014 na Wayback Machine. |
| HC Slavia Praha            | Zde 4 000 | Milan Razým       | Ronald Knot     | Zde      | Jan Srdínko                    | Zde                                            |
| HC Slovan Ústí nad Labem   | Zde 6 500 | Miroslav Mach     | Martin Vágner   | Zde      | Tomáš Mareš                    | Zde                                            |
| HC Dukla Jihlava           | Zde 7 500 | Petr Vlk          | Jiří Dobrovolný | Zde      | František Zeman a Viktor Ujčík | Zde                                            |
| HC Zubr Přerov             | Zde 3 000 | Petr Dočkal       | Tomáš Sýkora    | Zde      | David Kudělka                  | Zde                                            |
| SK Horácká Slavia Třebíč   | Zde 5 000 | Martin Sobotka    | David Dolníček  | Zde      | Jaroslav Barvíř                | Zde                                            |
| SK Kadaň                   | Zde 3 000 | Jaroslav Beck     | Jakub Trefný    | Zde      | Josef Dušek                    | Zde                                            |
| HC Benátky nad Jizerou     | Zde 1 500 | Jiří Čelanský     | Jan Plodek      | Zde      | Antonín Nečas                  | Zde                                            |
| HC Stadion Litoměřice      | Zde 1 750 | Miloš Říha mladší | Aleš Pavlas     | Zde      | Daniel Tvrzník                 | Zde                                            |
| LHK Jestřábi Prostějov     | Zde 5 125 | Kamil Přecechtěl  | Matouš Venkrbec | Zde      | Jiří Vykoukal                  | Zde                                            |
| HC Most                    | Zde 1 646 | Jiří Doležal      | Tomáš Divíšek   | Zde      | Zdeněk Zíma                    | Zde                                            |
| HC Frýdek-Místek           | Zde 2 060 | Jiří Juřík        | Tomáš Káňa      | Zde      | Marek Malík                    | Zde                                            |
| HC AZ Havířov 2010         | Zde 5 100 | Štefan Mikeš      | Daniel Seman    | Zde      | Martin Janeček                 | Zde                                            |
| ČEZ Motor České Budějovice | Zde 6 421 | Antonín Stavjaňa  | Lukáš Květoň    | Zde      | Martin Štrba a Roman Turek     | Zde                                            |

## Tabulka základní části
| Vysvětlivka                          |
| ------------------------------------ |
| Přímý postup do čtvrtfinále play off |
| Postup do předkola play off          |
| Účastník play out                    |

Konečná tabulka základní části:
| Poř. | Tým                        | Z  | V  | VP | PP | P  | VG  | OG  | B   |
| ---- | -------------------------- | -- | -- | -- | -- | -- | --- | --- | --- |
| 1.   | ČEZ Motor České Budějovice | 52 | 34 | 2  | 5  | 11 | 171 | 101 | 111 |
| 2.   | HC Dukla Jihlava           | 52 | 26 | 14 | 1  | 11 | 155 | 101 | 107 |
| 3.   | Rytíři Kladno              | 52 | 27 | 8  | 4  | 13 | 156 | 112 | 101 |
| 4.   | HC Slavia Praha            | 52 | 21 | 11 | 3  | 17 | 128 | 134 | 88  |
| 5.   | SK Horácká Slavia Třebíč   | 52 | 19 | 6  | 12 | 15 | 135 | 144 | 81  |
| 6.   | HC Slovan Ústí nad Labem   | 52 | 17 | 9  | 8  | 18 | 147 | 162 | 77  |
| 7.   | LHK Jestřábi Prostějov     | 52 | 19 | 6  | 8  | 19 | 162 | 155 | 77  |
| 8.   | HC Benátky nad Jizerou     | 52 | 18 | 5  | 9  | 20 | 124 | 138 | 73  |
| 9.   | HC Frýdek-Místek           | 52 | 17 | 7  | 7  | 21 | 146 | 153 | 72  |
| 10.  | HC Zubr Přerov             | 52 | 17 | 5  | 9  | 21 | 136 | 143 | 70  |
| 11.  | HC Stadion Litoměřice      | 52 | 16 | 6  | 8  | 22 | 131 | 133 | 68  |
| 12.  | HC AZ Havířov 2010         | 52 | 17 | 4  | 5  | 26 | 127 | 131 | 64  |
| 13.  | SK Kadaň                   | 52 | 16 | 2  | 6  | 28 | 124 | 160 | 58  |
| 14.  | HC Most                    | 52 | 11 | 4  | 4  | 33 | 111 | 186 | 45  |

## Hráčské statistiky základní části

### Kanadské bodování
Toto je konečné pořadí hráčů podle dosažených bodů. Za jeden vstřelený gól nebo přihrávku na gól hráč získal jeden bod.
| Poř. | Hráč            | Tým                                    | Z  | G  | A  | B  | TM | +/- |
| ---- | --------------- | -------------------------------------- | -- | -- | -- | -- | -- | --- |
| 1.   | Tomáš Čachotský | HC Dukla Jihlava                       | 51 | 16 | 36 | 52 | 28 | 23  |
| 2.   | Martin Novák    | LHK Jestřábi Prostějov                 | 52 | 15 | 32 | 47 | 14 | -7  |
| 3.   | Jan Kloz        | HC Slovan Ústí nad Labem Rytíři Kladno | 51 | 22 | 24 | 46 | 10 | 11  |
| 4.   | Zdeněk Doležal  | HC Slovan Ústí nad Labem               | 52 | 20 | 25 | 45 | 24 | -2  |
| 5.   | Jiří Říha       | HC Dukla Jihlava                       | 50 | 20 | 24 | 44 | 38 | 21  |
| 6.   | Tomáš Divíšek   | HC Most                                | 46 | 15 | 28 | 43 | 36 | -20 |
| 7.   | Tomáš Nouza     | ČEZ Motor České Budějovice             | 50 | 21 | 21 | 42 | 12 | 27  |
| 8.   | Jiří Burger     | Rytíři Kladno                          | 51 | 12 | 30 | 42 | 20 | -2  |
| 9.   | Jaroslav Kůs    | SK Trhači Kadaň                        | 44 | 10 | 32 | 42 | 55 | 6   |
| 10.  | Lukáš Krejčík   | LHK Jestřábi Prostějov                 | 49 | 17 | 23 | 40 | 22 | -1  |

### Hodnocení brankářů
Toto je konečné pořadí nejlepších deset brankářů.
| Poř. | Hráč              | Tým                        | Z  | MIN  | OG | PZ   | PS   | POG  | Úsp%  |
| ---- | ----------------- | -------------------------- | -- | ---- | -- | ---- | ---- | ---- | ----- |
| 1.   | Miroslav Svoboda  | HC Dukla Jihlava           | 25 | 1497 | 40 | 678  | 718  | 1.60 | 94.43 |
| 2.   | Dominik Frodl     | HC Slavia Praha            | 28 | 1634 | 51 | 830  | 881  | 1.87 | 94.21 |
| 3.   | Lukáš Cikánek     | Rytíři Kladno              | 21 | 1232 | 41 | 562  | 603  | 2.00 | 93.20 |
| 4.   | Petr Kváča        | ČEZ Motor České Budějovice | 25 | 1487 | 45 | 610  | 655  | 1.82 | 93.13 |
| 5.   | Miroslav Hanuljak | Rytíři Kladno              | 32 | 1890 | 63 | 830  | 893  | 2.00 | 92.95 |
| 6.   | Luboš Horčička    | HC Zubr Přerov             | 38 | 2218 | 81 | 1046 | 1127 | 2.19 | 92.81 |
| 7.   | Jaroslav Pavelka  | HC Stadion Litoměřice      | 34 | 2033 | 77 | 993  | 1070 | 2.27 | 92.80 |
| 8.   | Jakub Škarek      | HC Dukla Jihlava           | 28 | 1674 | 59 | 722  | 781  | 2.11 | 92.45 |
| 9.   | Ondřej Bláha      | ČEZ Motor České Budějovice | 21 | 1221 | 52 | 615  | 667  | 2.56 | 92.20 |
| 10.  | Marek Laco        | HC AZ Havířov 2010         | 38 | 2247 | 88 | 1038 | 1126 | 2.35 | 92.18 |

## Změny během sezóny

### Výměny trenérů
V průběhu sezóny došlo ke změnám trenérů. Jejich přehled je uveden v tabulce:
| Tým                | Datum změny       | Kolo | Odvolaný trenér  | Nově nastoupivší trenér |
| ------------------ | ----------------- | ---- | ---------------- | ----------------------- |
| HC AZ Havířov 2010 | 20. října 2016    | 16   | Štefan Mikeš     | Martin Janeček          |
| HC Most            |                   | 24   | Jiří Doležal     | Ondřej Weissmann        |
| HC Most            | 27. prosince 2016 | 35   | Ondřej Weissmann | Aleš Totter             |

## Playoff

### Pavouk
|  | Předkolo | Předkolo            | Předkolo         |                |   | Čtvrtfinále | Čtvrtfinále | Čtvrtfinále |  |   | Semifinále       | Semifinále | Semifinále       |       |  | Baráž | Baráž | Baráž |
|  |          |                     |                  |                |   |             |             |             |  |   |                  |            |                  |       |  |       |       |       |
|  |          |                     |                  |                |   |             |             |             |  |   |                  |            |                  |       |  |       |       |       |
|  |          | 1                   | České Budějovice | 4              |   |             |             |             |  |   |                  |            |                  |       |  |       |       |       |
|  |          |                     |                  | 4              |   |             |             |             |  |   |                  |            |                  |       |  |       |       |       |
|  |          |                     | 10               | Přerov         | 0 |             |             |             |  |   |                  |            |                  |       |  |       |       |       |
|  | 7        | Prostějov           | 10               | Přerov         | 0 | 1           |             |             |  |   |                  |            |                  |       |  |       |       |       |
|  | 7        | Prostějov           |                  |                |   | 1           |             |             |  |   |                  |            |                  |       |  |       |       |       |
|  | 10       | Přerov              | 3                |                |   |             |             |             |  |   |                  |            |                  |       |  |       |       |       |
|  | 10       | Přerov              | 3                |                |   |             |             |             |  | 1 | České Budějovice | 4          |                  |       |  |       |       |       |
|  |          |                     |                  |                |   |             |             |             |  | 1 | České Budějovice | 4          |                  |       |  |       |       |       |
|  |          | 4                   | Slavia Praha     | 1              |   |             |             |             |  |   |                  |            |                  |       |  |       |       |       |
|  |          | 4                   | Slavia Praha     | 1              |   |             |             |             |  |   |                  |            |                  |       |  |       |       |       |
|  |          |                     |                  |                |   |             |             |             |  |   |                  |            |                  |       |  |       |       |       |
|  |          |                     |                  |                |   |             |             |             |  |   |                  |            |                  |       |  |       |       |       |
|  |          | 4                   | Slavia Praha     | 4              |   |             |             |             |  |   |                  |            |                  |       |  |       |       |       |
|  |          |                     |                  | 4              |   |             |             |             |  |   |                  |            |                  |       |  |       |       |       |
|  |          |                     | 5                | Třebíč         | 0 |             |             |             |  |   |                  |            |                  |       |  |       |       |       |
|  |          |                     | 5                | Třebíč         | 0 |             |             |             |  |   |                  |            |                  |       |  |       |       |       |
|  |          |                     |                  |                |   |             |             |             |  |   |                  |            |                  |       |  |       |       |       |
|  |          |                     |                  |                |   |             |             |             |  |   |                  |            |                  |       |  |       |       |       |
|  |          |                     |                  |                |   |             |             |             |  |   |                  | 1          | České Budějovice | Baráž |  |       |       |       |
|  |          |                     |                  |                |   |             |             |             |  |   |                  |            |                  |       |  |       |       |       |
|  |          | 2                   | Jihlava          | Baráž          |   |             |             |             |  |   |                  |            |                  |       |  |       |       |       |
|  |          | 2                   | Jihlava          | Baráž          |   |             |             |             |  |   |                  |            |                  |       |  |       |       |       |
|  |          |                     |                  |                |   |             |             |             |  |   |                  |            |                  |       |  |       |       |       |
|  |          |                     |                  |                |   |             |             |             |  |   |                  |            |                  |       |  |       |       |       |
|  |          | 2                   | Jihlava          | 4              |   |             |             |             |  |   |                  |            |                  |       |  |       |       |       |
|  |          |                     |                  | 4              |   |             |             |             |  |   |                  |            |                  |       |  |       |       |       |
|  |          |                     | 9                | Frýdek-Místek  | 1 |             |             |             |  |   |                  |            |                  |       |  |       |       |       |
|  | 8        | Benátky nad Jizerou | 9                | Frýdek-Místek  | 1 | 2           |             |             |  |   |                  |            |                  |       |  |       |       |       |
|  | 8        | Benátky nad Jizerou |                  |                |   | 2           |             |             |  |   |                  |            |                  |       |  |       |       |       |
|  | 9        | Frýdek-Místek       | 3                |                |   |             |             |             |  |   |                  |            |                  |       |  |       |       |       |
|  | 9        | Frýdek-Místek       | 3                |                |   |             |             |             |  | 2 | Jihlava          | 4          |                  |       |  |       |       |       |
|  |          |                     |                  |                |   |             |             |             |  | 2 | Jihlava          | 4          |                  |       |  |       |       |       |
|  |          | 3                   | Kladno           | 3              |   |             |             |             |  |   |                  |            |                  |       |  |       |       |       |
|  |          | 3                   | Kladno           | 3              |   |             |             |             |  |   |                  |            |                  |       |  |       |       |       |
|  |          |                     |                  |                |   |             |             |             |  |   |                  |            |                  |       |  |       |       |       |
|  |          |                     |                  |                |   |             |             |             |  |   |                  |            |                  |       |  |       |       |       |
|  |          | 3                   | Kladno           | 4              |   |             |             |             |  |   |                  |            |                  |       |  |       |       |       |
|  |          |                     |                  | 4              |   |             |             |             |  |   |                  |            |                  |       |  |       |       |       |
|  |          |                     | 6                | Ústí nad Labem | 0 |             |             |             |  |   |                  |            |                  |       |  |       |       |       |
|  |          |                     | 6                | Ústí nad Labem | 0 |             |             |             |  |   |                  |            |                  |       |  |       |       |       |
|  |          |                     |                  |                |   |             |             |             |  |   |                  |            |                  |       |  |       |       |       |

### Předkolo

#### Prostějov (7.) – Přerov (10.)
- LHK Jestřábi Prostějov - HC Zubr Přerov 2:4 (1:0, 1:3, 0:1)
- LHK Jestřábi Prostějov - HC Zubr Přerov 4:2 (2:0, 1:0, 1:2)
- HC Zubr Přerov - LHK Jestřábi Prostějov 2:1 (1:0, 1:0, 0:1)
- HC Zubr Přerov - LHK Jestřábi Prostějov 4:2 (2:1, 1:1, 1:0)

Konečný stav série 1:3 na zápasy pro HC Zubr Přerov.

#### Benátky nad Jizerou (8.) - Frýdek-Místek (9.)
- HC Benátky nad Jizerou - HC Frýdek-Místek 0:2 (0:1, 0:1, 0:0)
- HC Benátky nad Jizerou - HC Frýdek-Místek 4:3 (1:1, 2:0, 1:2)
- HC Frýdek-Místek - HC Benátky nad Jizerou 7:1 (2:0, 2:0, 3:1)
- HC Frýdek-Místek - HC Benátky nad Jizerou 0:2 (0:1, 0:0, 0:1)
- HC Benátky nad Jizerou - HC Frýdek-Místek 5:7 (1:2, 3:2, 1:3)

Konečný stav série 2:3 na zápasy pro HC Frýdek-Místek.

### Čtvrtfinále

#### České Budějovice (1.) - Přerov (10.)
- ČEZ Motor České Budějovice - HC Zubr Přerov 5:4 PP (0:1, 2:2, 2:1 - 1:0)
- ČEZ Motor České Budějovice - HC Zubr Přerov 3:2 (2:1, 1:1, 0:0)
- HC Zubr Přerov - ČEZ Motor České Budějovice 0:1 (0:0, 0:0, 0:1)
- HC Zubr Přerov - ČEZ Motor České Budějovice 0:3 (0:1, 0:1, 0:1)

Konečný stav série 4:0 na zápasy pro ČEZ Motor České Budějovice.

#### Jihlava (2.) - Frýdek-Místek (9.)
- HC Dukla Jihlava - HC Frýdek-Místek 4:3 PP (2:0, 1:2, 0:1 - 1:0)
- HC Dukla Jihlava - HC Frýdek-Místek 2:0 (1:0, 0:0, 1:0)
- HC Frýdek-Místek - HC Dukla Jihlava 1:6 (1:0, 0:3, 0:3)
- HC Frýdek-Místek - HC Dukla Jihlava 3:2 (2:2, 0:0, 1:0)
- HC Dukla Jihlava - HC Frýdek-Místek 8:2 (3:0, 3:1, 2:1)

Konečný stav série 4:1 na zápasy pro HC Dukla Jihlava.

#### Kladno (3.) - Ústí nad Labem (6.)
- Rytíři Kladno - HC Slovan Ústí nad Labem 3:1 (1:0, 1:1, 1:0)
- Rytíři Kladno - HC Slovan Ústí nad Labem 6:2 (2:0, 2:1, 2:1)
- HC Slovan Ústí nad Labem - Rytíři Kladno 1:4 (0:1, 0:1, 1:2)
- HC Slovan Ústí nad Labem - Rytíři Kladno 2:5 (1:1, 0:3, 1:1)

Konečný stav série 4:0 na zápasy pro tým Rytíři Kladno.

#### Slavia Praha (4.) - Třebíč (5.)
- HC Slavia Praha - SK Horácká Slavia Třebíč 3:2 (1:0, 1:0, 1:2)
- HC Slavia Praha - SK Horácká Slavia Třebíč 2:1 po sam. nájezdech (1:0, 0:1, 0:0 - 0:0)
- SK Horácká Slavia Třebíč - HC Slavia Praha 1:2 (0:0, 1:1, 0:1)
- SK Horácká Slavia Třebíč - HC Slavia Praha 0:1 (0:0, 0:0, 0:1)

Konečný stav série 4:0 na zápasy pro HC Slavia Praha.

### Semifinále

#### České Budějovice (1.) - Slavia Praha (4.)
- ČEZ Motor České Budějovice – HC Slavia Praha 3:1 (1:0, 2:0, 0:1)
- ČEZ Motor České Budějovice – HC Slavia Praha 2:3 (1:0, 0:3, 1:0)
- HC Slavia Praha – ČEZ Motor České Budějovice 1:2 (0:0, 1:2, 0:0)
- HC Slavia Praha – ČEZ Motor České Budějovice 0:4 (0:1, 0:2, 0:1)
- ČEZ Motor České Budějovice – HC Slavia Praha 4:1 (1:0, 1:1, 2:0)

Konečný stav série 4:1 na zápasy pro ČEZ Motor České Budějovice, který tak postoupil do baráže o extraligu.

#### Jihlava (2.) - Kladno (3.)
- HC Dukla Jihlava - Rytíři Kladno 1:0 (0:0, 1:0, 0:0)
- HC Dukla Jihlava - Rytíři Kladno 4:1 (0:0, 1:1, 3:0)
- Rytíři Kladno - HC Dukla Jihlava 3:2 PP (0:0, 1:1, 1:1 - 1:0)
- Rytíři Kladno - HC Dukla Jihlava 3:4 PP (1:1, 2:0, 0:2 - 0:1)
- HC Dukla Jihlava - Rytíři Kladno 1:2 (1:1, 0:1, 0:0)
- Rytíři Kladno - HC Dukla Jihlava 3:2 (1:1, 1:1, 1:0)
- HC Dukla Jihlava - Rytíři Kladno 1:0 (1:0, 0:0, 0:0)

Konečný stav série 4:3 na zápasy pro HC Dukla Jihlava, která tak postoupila do baráže o extraligu.

## O udržení (play out)
| Vysvětlivka                                        |
| -------------------------------------------------- |
| Uhájení prvoligové příslušnosti i pro další ročník |
| Přímý sestup do 2. ligy                            |

| Poř. | Tým                   | Z  | V  | VP | PP | P  | VG  | OG  | B  |
| ---- | --------------------- | -- | -- | -- | -- | -- | --- | --- | -- |
| 11.  | HC Stadion Litoměřice | 58 | 18 | 8  | 8  | 24 | 149 | 149 | 78 |
| 12.  | HC AZ Havířov 2010    | 58 | 18 | 5  | 5  | 30 | 138 | 148 | 69 |
| 13.  | SK Kadaň              | 58 | 18 | 3  | 8  | 29 | 143 | 176 | 68 |
| 14.  | HC Most               | 58 | 14 | 4  | 6  | 34 | 134 | 208 | 56 |

## Kvalifikace o 1. ligu
V kvalifikaci o 1. ligu se utkali vítězní semifinalisté společného play off skupin západ a střed a vítěz play off skupiny východ 2. ligy. Vítěz kvalifikační skupiny získal právo účasti v dalším ročníku 1. ligy.

### Tabulka kvalifikace
| Vysvětlivka                |
| -------------------------- |
| Účastník 1. ligy 2017/2018 |
| Účastník 2. ligy 2017/2018 |

| Poř. | Tým                        | Z | V | VP | PP | P | VG | OG | B |
| ---- | -------------------------- | - | - | -- | -- | - | -- | -- | - |
| 1.   | VHK ROBE Vsetín            | 4 | 2 | 1  | 1  | 0 | 17 | 8  | 9 |
| 2.   | BK Havlíčkův Brod          | 4 | 2 | 1  | 1  | 0 | 14 | 9  | 9 |
| 3.   | HC Vlci Jablonec nad Nisou | 4 | 0 | 0  | 0  | 4 | 7  | 21 | 0 |

- Protože byla bilance vzájemných zápasů mezi Vsetínem a Havlíčkovým Brodem stejná, o prvním místě Vsetína rozhodlo celkové skóre.

### Přehled zápasů
- 3. dubna:
  - BK Havlíčkův Brod – VHK ROBE Vsetín 2:1 PP (1:0, 0:1, 0:0 - 1:0)
- 5. dubna:
  - HC Vlci Jablonec nad Nisou – BK Havlíčkův Brod 2:3 (0:1, 2:0, 0:2)
- 7. dubna:
  - VHK ROBE Vsetín – HC Vlci Jablonec nad Nisou 5:0 (1:0, 2:0, 2:0)
- 9. dubna:
  - VHK ROBE Vsetín – BK Havlíčkův Brod 4:3 PP (2:1, 0:1, 1:1 - 1:0)
- 11. dubna:
  - BK Havlíčkův Brod – HC Vlci Jablonec nad Nisou 6:2 (3:0, 2:2, 1:0)
- 13. dubna:
  - HC Vlci Jablonec nad Nisou – VHK ROBE Vsetín 3:7 (0:2, 1:4, 2:1)